# Bajío de Guadalupe
Bajío de Guadalupe är en ort i Mexiko.   Den ligger i kommunen Silao de la Victoria och delstaten Guanajuato, i den centrala delen av landet, 300 km nordväst om huvudstaden Mexico City. Bajío de Guadalupe ligger 1 888 meter över havet och antalet invånare är 117.
Terrängen runt Bajío de Guadalupe är kuperad åt nordost, men åt sydväst är den platt. Runt Bajío de Guadalupe är det ganska tätbefolkat, med 222 invånare per kvadratkilometer. Närmaste större samhälle är Guanajuato, 19,0 km öster om Bajío de Guadalupe. Trakten runt Bajío de Guadalupe består till största delen av jordbruksmark.